# Fascismo
Fascismo é uma ideologia política ultranacionalista e autoritária caracterizada por poder ditatorial, repressão da oposição por via da força e forte arregimentação da sociedade e da economia. Embora os partidos e movimentos fascistas apresentem divergências significativas entre si, é possível apontar várias características em comum, entre as quais nacionalismo extremo, desprezo pela democracia eleitoral e pela liberdade política e económica, crença numa hierarquia social natural e no domínio das elites e o desejo de criar uma comunidade do povo em que os interesses individuais sejam subordinados aos interesses da nação. Oposto ao liberalismo, ao marxismo, ao socialismo e ao anarquismo, o fascismo posiciona-se na extrema-direita do espectro político tradicional.
O fascismo defende ser necessária a mobilização da sociedade sob um estado totalitário de partido único para preparar a nação para o conflito armado e responder de forma eficaz às dificuldades económicas. Acreditam que tal estado deva ser comandado por um líder forte, como um ditador ou governo militarista constituído por membros do partido fascista, capaz de forjar a unidade nacional e manter a ordem e estabilidade sociais. O fascismo rejeita a afirmação de que a violência é automaticamente negativa por natureza e acredita que a violência, guerra ou imperialismo são meios pelos quais se pode chegar ao rejuvenescimento da nação. Os fascistas defendem uma economia mista com o principal objetivo de atingir a autossuficiência económica do país por meio de políticas económicas protecionistas e intervencionistas.
O fascismo ganhou destaque na Europa na primeira metade do século XX. Os primeiros movimentos fascistas surgiram na Itália durante a I Guerra Mundial, tendo-se posteriormente expandido para outros países europeus. Os fascistas viam a I Guerra Mundial como uma revolução que tinha trazido alterações massivas na natureza da guerra, da sociedade, do estado e da tecnologia. O advento da guerra total e da mobilização total da sociedade tinham diluído a distinção entre civis e combatentes, tendo-se desenvolvido uma "cidadania militarista" em que todos os cidadãos estavam envolvidos no esforço militar. A guerra tinha tido como consequência o nascimento de um estado poderoso, capaz de mobilizar milhões de pessoas para a linha da frente e de organizar a produção económica e logística para as sustentar, e com autoridade sem precedentes para intervir nas vidas dos cidadãos.
Desde o fim da Segunda Guerra Mundial, em 1945, poucos partidos se têm declarado abertamente fascistas. O termo é usado frequentemente de forma pejorativa para descrever opositores políticos. Os partidos contemporâneos de extrema-direita com ideologias semelhantes ou inspirados nos movimentos fascistas do século XX são denominados neofascistas.

## Etimologia e símbolo
O termo fascismo é derivado da palavra latina fasces, que designava um feixe de varas amarradas em volta de um machado, e que foi um símbolo do poder conferido aos magistrados na República Romana de flagelar e decapitar cidadãos desobedientes. Eram carregados por lictores e poderiam ser usados para castigo corporal e pena capital a seu próprio comando. Mussolini adotou esse símbolo para o seu partido, cujos seguidores passaram a chamar-se fascistas.
O simbolismo dos fasces sugeria "a força pela união": uma única haste é facilmente quebrada, enquanto o feixe é difícil de quebrar. Símbolos semelhantes foram desenvolvidos por diferentes movimentos fascistas. Por exemplo, o símbolo da  Falange Espanhola é composto de cinco flechas unidas por uma parelha.

## Definições
Historiadores, cientistas políticos e outros estudiosos têm debatido por muito tempo a natureza exata do fascismo. Cada forma de fascismo é diferente, deixando muitas definições amplas ou restritas demais. Contudo, um dos aspectos mais consensuais entre os historiadores é o entendimento de que no fascismo um nacionalismo militante ocupa um lugar de primeiro plano. Também é largamente aceita a noção de que o fascismo promove um Estado autoritário, tirânico ou totalitário, um dos seus aspectos mais criticados.
Uma definição comum de fascismo se concentra em três grupos de ideias:
- As negações fascistas de anti-liberalismo, anti-comunismo e anti-conservadorismo;
- Objetivos nacionalistas e autoritários para a criação de uma estrutura econômica regulada para transformar as relações sociais dentro de uma cultura moderna, autodeterminada;
- Uma estética política usando simbolismo romântico, mobilização em massa, visão positiva da violência, promoção da masculinidade e da juventude e liderança carismática.[38][39][40]

Roger Griffin descreve o fascismo como "um gênero de ideologia política cujo núcleo mítico em suas várias permutações é uma forma palingenética de ultranacionalismo populista". Griffin descreve a ideologia como tendo três componentes principais: "(i) o mito do renascimento, (ii) ultra-nacionalismo populista e (iii) o mito da decadência". O fascismo é "uma forma verdadeiramente revolucionária, anti-liberal, multiclasse, e, em última análise, nacionalista anti-conservadora" construído sobre uma complexa gama de influências teóricas e culturais. Ele distingue um período entre-guerras quando se manifestou através de "partidos políticos armados" liderados por elites populistas se opondo ao socialismo e ao liberalismo e prometendo uma política radical para salvar o país da decadência.
Robert Paxton vê o fascismo como "uma forma de comportamento político marcado pela preocupação obsessiva com o declínio da comunidade, humilhação ou vitimização e pelo culto compensatório da unidade, energia e pureza, na qual um partido de massas de militantes nacionalistas comprometidos, trabalhando em inquieta, mas colaborativamente efetiva com as elites tradicionais, abandona as liberdades democráticas e persegue com violência redentora e sem restrições éticas ou legais  de limpeza interna e expansão externa".
Para Umberto Eco, o fascismo se baseia no culto a tradição, a rejeição ao modernismo, o culto à ação pela ação, na comparação forçada entre dissidência e traição, o medo da diferença, o apelo a frustração social, a obsessão pelo golpismo, na alta expectativa quanto a força do adversário, na consideração do pacifismo como envolvimento com o inimigo, o desprezo pelo fraco, a educação para o heroísmo, o patriarcalismo bélico, um populismo seletivo e o uso de novilíngua.
Emilio Gentile descreve o fascismo com os seguintes dez elementos constitutivos:
1. um movimento de massa de adesão multiclasse em que prevalecem, entre os líderes e os militantes, os setores médios, em grande parte, novos na atividade política, organizados como uma milícia partidária, que baseiam sua identidade não em hierarquia social ou origem de classe, mas em um sentido de camaradagem, acredita-se investido de uma missão de regeneração nacional, considera-se em estado de guerra contra adversários políticos e visa conquistar o monopólio do poder político por meio do terror, política parlamentar e acordos com grupos maiores, para criar um novo regime que destrói a democracia parlamentar;
2. uma ideologia "anti-ideológica" e pragmática que se proclama antimaterialista, anti-individualista, antiliberal, antidemocrática, anti-marxista, mas populista e anticapitalista em tendência, se expressando esteticamente mais que, teoricamente, por meio de um novo estilo de política e por mitos, ritos e símbolos, como uma religião leiga projetada para aculturar, socializar e integrar a fé das massas com o objetivo de criar um "Novo Homem";
3. uma cultura fundada no pensamento místico e o no sentido trágico e ativista da vida concebida como a manifestação da vontade de poder, sobre o mito da juventude como artífice da história, e na exaltação da militarização da política como modelo de vida e atividade coletiva;
4. uma concepção totalitária do primado da política, concebida como uma experiência de integração para realizar a fusão do indivíduo e das massas na unidade orgânica e mística da nação como uma comunidade étnica e moral, a adoção de medidas de discriminação e perseguição contra aqueles considerados fora desta comunidade quer como inimigos do regime ou membros de raças consideradas inferiores ou perigosas para a integridade da nação;[46]
5. uma ética civil, fundada em total dedicação à comunidade nacional, sobre a disciplina, a virilidade, a camaradagem e o espírito guerreiro;
6. um Estado de partido único que tem a tarefa de prover a defesa armada do regime, a seleção de seus quadros de direção e organização das massas no interior do estado, em um processo de mobilização permanente de emoção e da fé;
7. um aparato policial que impede, controla e reprime a dissidência e a oposição, mesmo usando o terror organizado;
8. um sistema político organizado pela hierarquia de funções nomeadas a partir do topo e coroado pela figura de "líder", investido com um carisma sagrado, que comanda, dirige e coordena as atividades do partido e do regime;
9. defesa armada do regime, a seleção de seus quadros de direção e organização das massas no interior do estado, em um processo de mobilização permanente de emoção e da fé;
10. organização corporativa da economia que suprime a liberdade sindical, amplia a esfera de intervenção do Estado, e visa alcançar, por princípios de tecnocracia e solidariedade, a colaboração dos "setores produtivos" sob o controle do regime, para alcançar seus objetivos de poder, ainda preservando a propriedade privada e as divisões de classe;
11. uma política externa inspirada no mito do poder nacional e grandeza, com o objetivo de expansão imperialista.

Stanley G. Payne descreve o fascismo em três setores de características:
1. Ideologia e objetivos
  1. "Adoção de uma filosofia idealista, vitalista e voluntarista, normalmente envolvendo a tentativa de realizar uma nova cultura autodeterminada, secular e moderna"
  2. "Criação de um novo Estado autoritário nacionalista não baseado em princípios ou modelos tradicionais"
  3. "Organização de uma nova estrutura econômica nacional integrada, altamente regulada, multiclasse; seja chamada de corporativista nacional, nacional-socialista, nacional sindicalista"
  4. "Avaliação positiva e uso, ou vontade de usar a violência e a guerra"
  5. "O objetivo do império, expansão ou uma mudança radical na relação do país com as outras potências"
2. Negações:
  1. "Antiliberalismo"
  2. "Anticomunismo"
  3. "Anticonservacionismo (embora com o entendimento de que grupos fascistas estavam dispostos a realizar alianças temporárias com outros setores, mais comumente com a direita)"
3. Estilo e organização
  1. "Tentativa de mobilização de massas com a militarização das relações políticas e estilo e com o objetivo de uma milícia de massa de partido único"
  2. "Ênfase na estrutura estética em encontros, símbolos e liturgia política, enfatizando aspectos emocionais e místicos"
  3. "Estresse extremo no princípio masculino e na dominação masculina, enquanto defendendo uma visão fortemente orgânica da sociedade"
  4. "Exaltação da juventude acima de outras fases da vida, enfatizando o conflito das gerações, pelo menos, para efetuar a transformação política inicial"
  5. "Tendência específica em direção a um estilo autoritário, carismático e pessoal de comando, se o comando for, em certa medida, inicialmente eletivo"

Dessa forma, o fascismo clássico apresenta cinco características: é chauvinista, antiliberal, antidemocrático, antissocialista e anti-operário. Ainda assim, formas do neofascismo podem se apresentar como economicamente liberais.

### Posição no espectro político

Logotipo do Partido Nacional Fascista

Logotipo do Movimento Social Italiano-Direita Nacional, partido que abrigou os veteranos fascistas no pós-guerra

O fascismo é comumente descrito como extrema-direita, embora alguns autores tenham encontrado dificuldade em colocar o fascismo em um espectro político esquerda-direita convencional. O fascismo foi influenciado pela esquerda e pela direita, conservadores e anti-conservadores, nacionais e supranacionais, racionais e anti-racionais. Um número de historiadores têm considerado o fascismo ou como uma doutrina centrista revolucionária, ou uma doutrina que mistura filosofias da esquerda e da direita, ou como ambas as coisas, não existindo assim, um puro centro, indistinto e não adjetivado, nem uma pura posição extrema.
O fascismo é considerado por alguns estudiosos como de extrema-direita por causa de seu conservadorismo social e meios autoritários de oposição ao igualitarismo. Roderick Stackleberg coloca o fascismo, incluindo o nazismo, que ele diz ser "uma variante radical do fascismo", do lado direito, explicando que "quanto mais a pessoa considerar a igualdade absoluta entre todos os povos para ser uma condição desejável, mais à esquerda vai estar no espectro ideológico. Quanto mais uma pessoa considera a desigualdade como inevitável ou mesmo desejável, o mais para a direita será".
O fascismo italiano gravitou para a direita no início de 1920. Um elemento importante do fascismo, que tem sido considerado como claramente de extrema-direita é o seu objetivo de promover o direito das pessoas alegadamente superiores terem dominação enquanto removendo elementos ditos inferiores da sociedade.
Benito Mussolini em 1919 descreveu o fascismo como um movimento que atingiria "contra o atraso da direita e a destrutividade da esquerda". Mais tarde, os fascistas italianos descreveram o fascismo como uma ideologia de extrema-direita em seu programa político A Doutrina do Fascismo, afirmando: "Somos livres para acreditar que este é o século da autoridade, um século tendendo para a 'direita', um século fascista". No entanto, Mussolini esclareceu que a posição do fascismo no espectro político não era um problema sério para os fascistas e declarou que:

Fascismo, sentado à direita, também poderia ter sentado na montanha do centro... Estas palavras, de qualquer caso, não tem um significado fixo e imutável: eles têm um assunto variável em localização, tempo e espírito. Nós não damos a mínima para essas terminologias vazias e desprezamos aqueles que são aterrorizados por essas palavras. Benito Mussolini
Em "A Doutrina do Fascismo" (1932), Mussolini rejeita o materialismo histórico, a luta de classes e a tese de que esta é o agente principal das transformações da sociedade. Ainda afirma a crença na "santidade" e "heroísmo", que seriam ações desprovidas de qualquer motivação de cunho econômico. "Uma tal concepção da vida leva o Fascismo a ser a decisiva negação da doutrina fundamental do chamado socialismo científico ou marxismo: a doutrina do materialismo histórico", afirma Mussolini no ensaio.
A posição de direita política no movimento fascista italiano no início de 1920 levou à criação de facções internas. A "esquerda fascista" incluiu Michele Bianchi, Giuseppe Bottai, Angelo Oliviero Olivetti, Sergio Panunzio e Edmondo Rossoni, que estavam comprometidos com o avanço do sindicalismo nacional como um substituto para o liberalismo parlamentar a fim de modernizar a economia e avançar os interesses dos trabalhadores e do povo.
A "direita fascista" incluiu membros do paramilitar Squadristi e ex-membros da Associazione Nazionalista Italiana (ANI). Os squadristi queriam estabelecer o fascismo como uma ditadura completa, enquanto os ex-membros ANI, incluindo Alfredo Rocco, procuravam um estado corporativista autoritário para substituir o Estado liberal na Itália, mantendo as elites existentes. No entanto, após acomodar a direita política, surgiu um grupo de fascistas monarquistas, que procuraram usar o fascismo para criar uma monarquia absoluta sob o rei Vítor Emanuel III da Itália.
Depois que Vítor Emanuel III forçou Mussolini a renunciar como chefe de governo e o colocou na prisão, em 1943, Mussolini foi resgatado por forças alemãs e então passou a depender da Alemanha para ter apoio. Mussolini e os demais fascistas leais fundaram a República Social Italiana, com Mussolini como chefe de Estado. Mussolini procurou radicalizar o fascismo italiano, declarando que o Estado fascista havia sido derrubado porque o fascismo italiano tinha sido subvertido pelos conservadores e a burguesia italianos. Em seguida, o novo governo fascista propôs a criação de conselhos de trabalhadores e participação nos lucros da indústria, no entanto a autoridade alemã que efetivamente controlava o território da República Social (norte da Itália), neste ponto, ignorou estas medidas e não procurou aplicá-las.
Uma série de movimentos fascistas descreveram-se como uma "terceira posição" fora do espectro político tradicional. O líder falangista espanhol José António Primo de Rivera disse:

Basicamente, a direita significa a manutenção de uma estrutura econômica, ainda que uma injusta, enquanto a esquerda tenta subverter essa estrutura econômica, embora a subversão da mesma implicaria a destruição de muita coisa que vale a pena.
Na análise política contemporânea, pode-se caracterizar o fascismo por uma "especificidade perturbadora". Por um lado, trata-se de doutrina claramente antimarxista, antidemocrática e que no regime italiano gerou a perseguição da classe operária. Por outro lado, professou o antiliberalismo com uma retórica revolucionária anticapitalista e antiburguesa. Emilio Gentile, define o fascismo como um sincretismo ideológico.

## Características
Apesar de não haver uma definição universalmente aceite de fascismo, é possível enumerar uma série de características comuns dos movimentos fascistas entre 1922 e 1945, nomeadamente a oposição violenta a todas as formas de marxismo, a oposição à democracia parlamentar, a oposição ao liberalismo cultural e económico, as ambições totalitárias, os programas económicos conservadores ou corporativistas, as ambições imperialistas, o militarismo, a subordinação do indivíduo à vontade da nação, a mobilização em massa da população, a crença num líder forte com poder absoluto, crença num Novo Homem e glorificação da juventude, educação para a obediência inquestionável à autoridade e desencorajamento do pensamento crítico, o uso da violência para repressão política, nacionalismo extremo, o recurso a bodes expiatórios e demonização de grupos sociais, populismo, anti-intelectualismo, anti-urbanismo, sexismo e misoginia.

### Totalitarismo
O fascismo é deliberadamente e inteiramente não-democrático e anti-democrático. Uma das críticas mais comuns e pertinentes do fascismo é a tirania a si inerente. O fascismo promove a implementação de um estado totalitário em oposição à democracia liberal, rejeitando o pluripartidarismo e defendendo o estado de partido único. Os estados fascistas promoviam políticas de doutrinação social através de propaganda na educação e na comunicação social, ambas totalmente controladas pelo estado. A educação era concebida para glorificar o movimento fascista e informar os estudantes da sua importância histórica e política para a nação. Ao mesmo tempo, dissuadia qualquer ideia que não fosse consistente com as crenças do movimento fascista e ensinava aos estudantes a importância da obediência inquestionável ao estado fascista.

### Ultranacionalismo
Um dos fundamentos do fascismo é o ultranacionalismo, geralmente associado a um mito de renascimento nacional. Os fascistas viam a nação como uma entidade única e orgânica que unia as pessoas em função da sua ancestralidade e que atuava como força unificadora natural. O fascismo procurava resolver os problemas económicos, sociais e políticos por via de um renascimento nacional milenarista, exaltando a nação ou a raça acima de tudo o resto e promovendo o culto à unidade, força e pureza.
A generalidade dos movimentos fascistas europeus tinha uma concepção racista de povos não-europeus, que considerava inferiores. No entanto, as formas de racismo eram diferentes entre os vários movimentos fascistas europeus. A maior parte dos movimentos fascistas promovia o imperialismo, embora para alguns dos movimentos isso não fosse relevante nem possuíssem novas ambições imperialistas.

### Populismo
A propaganda fascista enaltecia o povo e apelava ao anti-intelectualismo populista, alegando que o cidadão comum seria capaz de julgar temas complexos do âmbito de especialistas. A propaganda Nazi apresentava Hitler como um "homem novo" com origem no povo. Ao contrário do populismo de esquerda, o populismo fascista não atribuía as dificuldades dos trabalhadores às grandes empresas ou aos grandes latifundiários nem defendia medidas como impostos progressivos, melhoria de salários, proteção dos sindicatos ou direito à greve. Pelo contrário, o nazismo protegia a riqueza das elites económicas exceto a dos judeus. Muita da ideologia do fascismo italiano era simplesmente o resultado de oportunismo sem princípios por parte de Mussolini. As suas posições  alteravam-se constantemente de forma a reforçar as suas ambições pessoais, apesar de ele as apresentar como benéficas para a população.

### Violência e mobilização de massas
Um dos fundamentos do fascismo é a ênfase na ação direta, incluindo apoio à legitimidade da violência política. O fascismo considerava a ação violenta na política uma necessidade, a qual denominava "luta eterna". Esta ênfase no uso de violência política teve como consequência a criação de milícias privadas na maior parte dos movimentos fascistas, como os Sturmabteilung nazis ou os camisas negras da Itália fascista.
A base para o apoio do fascismo à ação violenta está associada ao darwinismo social. Os movimentos fascistas tinham em comum uma visão darwinista das nações, raças e sociedades. Alegavam que as nações e as raças deviam eliminar os indivíduos mais fracos em termos sociais e biológicos e as pessoas que consideravam "degeneradas". Ao mesmo tempo, promoviam um ideal de pessoas fortes capazes de sobreviver num mundo que viam como em perpétuo conflito nacional e racial.

### Economia
Os programas económicos da grande maioria dos movimentos fascistas eram extremamente conservadores e favoreciam muito mais a elite económica do que as classes média e operária. Nos governos liderados por partidos fascistas, a distribuição de riqueza e a estrutura tradicional de classes mantiveram-se praticamente inalteradas e as poucas alterações favoreceram apenas as antigas elites e as lideranças partidárias. Do ponto de vista económico, a propaganda fascista que alegava anti-capitalismo e socialismo nacional era uma fraude. Embora o fascismo se opusesse ao socialismo marxista e internacionalista e denunciasse o capitalismo parasitário, no seu programa económico estava disposto a acolher o capitalismo produtivo.
Os fascistas opunham-se simultaneamente ao socialismo internacionalista e ao capitalismo de livre mercado, alegando que as suas ideias correspondiam a uma terceira posição. Os regimes fascistas favoreciam o corporativismo e a colaboração de classes. Ao contrário dos socialistas, os fascistas acreditavam que a existência de desigualdade e hierarquia social era benéfica e, ao contrário dos capitalistas liberais, acreditavam que cabia ao estado mediar as relações entre classes.
O fascismo chegou ao poder tirando partido da crise política e económica das décadas de 1920 e 1930, em particular da profunda polarização que existia em países democráticos como o Reino de Itália ou a República de Weimar. Os parlamentos destes países eram dominados pela oposição entre partidos apoiantes do capitalismo de livre mercado e apoiantes do socialismo marxista, o que tornava difícil a formação de governos estáveis. Os fascistas exploraram esta situação como argumento contra a democracia, que eles viam  como fraca e ineficaz. Os regimes fascistas geralmente ascenderam ao poder em tempos de crise, quando as elites económicas, latifundiários e empresários temiam que estivesse iminente uma revolução ou revolta popular. Os fascistas aliaram-se às elites económicas, prometendo-lhes proteger o seu estatuto social e suprimir qualquer eventual revolução. Como contrapartida, pediam às elites que subordinassem os seus interesses a um ambicioso projeto nacionalista. Como resultado, as políticas económicas fascistas geralmente protegiam a desigualdade e os privilégios ao mesmo tempo que defendiam uma ampla intervenção do estado na economia.

#### "Terceira posição" e capitalismo produtivo
O fascismo promovia-se como sendo uma terceira posição, alternativa tanto ao socialismo internacional como ao capitalismo de livre mercado. Em vez disso, apoiavam aquilo a que chamavam de capitalismo produtivo.
Embora o fascismo se opusesse às correntes de pensamento socialistas, em algumas situações apresentava-se como sendo um tipo de socialismo nacionalista de forma a evidenciar perante o público o compromisso com a solidariedade e união nacional. Os governos fascistas alegavam que essa solidariedade poderia ser conseguida através da resolução do conflito de classes.
O conceito de capitalismo produtivo teve origem nas ideias de Henri de Saint Simon, que sublinhavam a necessidade de solidariedade entre classes em vez de luta de classes. A sua concepção de agentes produtivos na economia incluía trabalhadores e patrões produtivos, por oposição à influência da aristocracia e especuladores financeiros improdutivos. Saint Simon combinava as críticas tradicionalistas de direita da Revolução Francesa com uma posição de esquerda na necessidade de associação ou colaboração entre os agentes produtivos da sociedade. Enquanto o Marxismo condenava o próprio capitalismo como um sistema de relações de propriedade exploradoras, o fascismo via como abusiva a natureza do controlo do crédito e do dinheiro no sistema capitalista contemporâneo.
Ao contrário do Marxismo, o fascismo não via o conflito de classes entre o proletariado e a burguesia como causa do materialismo histórico. Em vez disso, via os trabalhadores e os capitalistas produtivos como fazendo parte do mesmo grupo de indivíduos produtivos e que estavam em conflito com elementos da sociedade que consideravam parasitários ou corruptos, como partidos políticos , capital financeiro e pessoas fracas. Os líderes fascistas como Mussolini ou Hitler salientavam a necessidade de criar uma nova elite administrativa constituída por engenheiros e capitães da indústria, mas livre da liderança parasitária das indústrias. Hitler afirmava que o Partido Nazi apoiava o bodenständigen Kapitalismus ("capitalismo produtivo"), que era baseado no lucro gerado pelo próprio trabalho, ao mesmo tempo que condenava o capitalismo financeiro, cujo lucro era derivado da especulação.
A economia fascista defendia a necessidade de dirigismo económico, em que o governo subsidia empresas favoráveis e exerce uma forte influência no investimento, em vez de ter um papel meramente regulador. Embora a economia fascista se baseasse na propriedade privada e livre iniciativa, estas deviam atuar num contexto de serviço à nação. Os governos fascistas encorajavam a obtenção de lucro e ofereciam diversos benefícios aos privados, exigindo em troca que toda a atividade económica servisse os interesses da nação.

#### Protecionismo
A ideologia económica fascista aceitava a motivação pelo lucro, mas sublinhava a necessidade da indústria em defender o interesse nacional acima do lucro privado. O fascismo defendia uma economia controlada pelo estado que aceitava uma mistura de propriedade privada e pública dos meios de produção. O planeamento económico dos governos fascistas incidia tanto sobre o setor público como privado. A prosperidade da iniciativa privada dependia da sua aceitação em se alinhar com os objetivos económicos da nação.
Ao mesmo tempo que aceitava a importância da riqueza material e do poder, o fascismo condenava o materialismo que alegava estar presente no comunismo e no capitalismo, e que criticava por não ter em conta o papel do espírito. Os fascistas criticavam o capitalismo não por causa da sua natureza competitiva ou defesa da propriedade privada, que os fascistas também apoiavam, mas sim devido ao seu materialismo, individualismo, alegada decadência burguesa e alegada indiferença à nação. Ao mesmo tempo, os fascistas criticavam o Marxismo pela sua defesa de uma identidade de classes materialista e internacionalista, que os fascistas viam como um ataque às ligações emocionais e espirituais da nação e uma ameaça à obtenção de genuína solidariedade nacional.
Um dos principais objetivos da maior parte dos governos fascistas era atingir a autossuficiência económica, denominada autarquia.

#### Direitos laborais
O fascismo operava a partir de uma visão de Darwinismo social das relações humanas, em que o objetivo era promover indivíduos superiores e erradicar os que considerava fracos. Em termos económicos, isto significava promover os interesses de empresários bem sucedidos ao mesmo tempo que se destruía sindicatos e outras organizações que promoviam o interesse dos trabalhares.
Os governos fascistas ilegalizaram os movimentos sindicais e substituíram-nos por organizações denominadas "sindicatos nacionais", controlados diretamente pelo governo, o que impedia os trabalhadores de realizar qualquer ação eficaz. A inscrição nestas organizações era obrigatória e os líderes eram nomeados pelo partido fascista, e não pelos associados. Os fascistas alegavam que estas organizações serviriam para harmonizar os interesses dos trabalhadores e patrões. No entanto, na prática estas organizações serviam apenas os interesses dos grandes empresários, que assim conseguiam pressionar o partido a nomear os líderes que pretendiam.
De forma a manter e aumentar os lucros da indústria, os estados fascistas eliminaram a possibilidade de protestos em massa e determinaram cortes salariais direta ou indiretamente. As greves foram estritamente proibidas e qualquer grupo de trabalhadores que parasse de trabalhar em simultâneo era condenado à prisão.
O governo fascista italiano posterior à I Guerra Mundial era vincadamente anti-socialista, tendo banido todas as organizações que considerava marxistas e substituído todos os sindicatos por uniões corporativas controladas pelo governo. Apesar da retórica anti-capitalista, aos grandes industriais era permitido gerir as empresas com um mínimo de interferência do estado, Mussolini reduziu os impostos para os mais ricos, foi decretada a redução salarial, foi abolido o limite de oito horas na jornada de trabalho e permitida a formação de cartéis. Entre 1928 e 1932 os salários reais em Itália diminuíram para metade. Da mesma forma, embora Hitler alegasse que o Partido Nazi era mais socialista que os rivais conservadores, na realidade opôs-se a qualquer nacionalização e aboliu os sindicatos. A retórica anti-capitalista aplicava-se apenas aos capitalistas judeus, enquanto aos não-judeus era permitido continuar a gerir as empresas e manter a sua riqueza. Embora o desemprego na Alemanha tenha diminuído durante o período nazi, esta diminuição foi conseguida com recurso ao recrutamento em massa para o exército, salários mais baixos, por mais horas e em piores condições. Embora muitos trabalhadores que habitualmente votavam à esquerda tenham sido enganados pela propaganda dos partidos fascistas antes de estes subirem ao poder, muitos mantiveram-se leais aos partidos antifascistas tradicionais à esquerda.

#### Alegada igualdade social
Na retórica política do fascismo, os problemas económicos associados à grande disparidade de riqueza entre os ricos e os pobres eram considerados um problema apenas de preconceito social. Em vez de atacar a concentração de riqueza das elites e de promover a redistribuição de riqueza, os fascistas alegavam que estas diferenças eram subjetivas e pouco importantes. Para o fascismo, o conceito de socialismo consiste em haver convivência e camaradagem entre ricos e pobres, e não na distribuição de riqueza.
Os fascistas rejeitavam o igualitarismo, alegando que preservava os mais fracos, e promoviam ideias e políticas de Darwinismo social. Por princípio, o fascismo rejeitava a noção de assistência social, alegando que "encorajava a preservação dos degenerados e dos mais fracos". O Partido Nazi condenava não só a assistência social da República de Weimar, mas toda e qualquer filantropia e instituições de caridade, por apoiarem pessoas que eles viam como inferiores e fracas que deveriam ser erradicadas no processo de seleção natural. No entanto, face ao acentuado desemprego e pobreza gerados pela Grande Depressão, para manter o apoio popular os Nazis viram-se forçados a criar instituições de caridade para ajudar os alemães de raça ariana. Face à contradição, os nazis alegavam que isto se tratava de entreajuda racial, e não de caridade indiscriminada ou estado social universal. Desta forma, os programas nazis de assistência social eram organizados como instituições quase privadas que recebiam donativos privados, embora na prática quem se recusasse a doar enfrentasse graves consequências. Ao contrário da assistência social universal da República de Weimar e das instituições cristãs, a assistência social dos nazis discriminava explicitamente com base na raça e da adesão ou não ao ideais do partido nazi. Os nazis apoiavam apenas aqueles que consideravam racialmente puros, capazes de trabalhar, politicamente confiáveis e capazes de se reproduzir, excluindo os não-arianos e os que consideravam pouco trabalhadores, associais ou geneticamente fracos. Apesar do apoio a milhões de arianos, as organizações de apoio nazis eram temidas e impopulares por recorrerem a questionamentos e monitorização intrusivos para avaliarem quem era digno de apoio ou não.

#### Privatizações
Os governos fascistas estiveram entre os primeiros em tempos modernos a levar a cabo privatizações em grande escala. Em várias ocasiões os governos fascistas italiano e alemão privatizaram empresas públicas. Estas privatizações representam uma inversão das políticas dos governos democráticos que os precederam. Os governos democráticos tinham nacionalizado uma série de empresas, que os fascistas decidiram privatizar. Ao fazê-lo, estavam a ir contra as principais tendências económicas do seu tempo, numa época em que a maior parte dos governos ocidentais estavam a aumentar a propriedade pública. As políticas fascistas de privatização eram motivadas pela necessidade de obter o apoio da elite industrial e aumentar as receitas do governo de forma a equilibrar os orçamentos.

### Sexualidade
O fascismo glorifica a juventude, tanto no sentido físico da idade como no sentido espiritual como associação à virilidade e compromisso com a ação. O fascismo identifica a juventude como o tempo fundamental para o desenvolvimento moral das pessoas que irão afetar a sociedade. O próprio hino político dos fascistas italiano era denominado Giovinezza ("Juventude").
O fascismo italiano procurava aquilo a que denominava a "higiene moral" da juventude, sobretudo no que diz respeito à sexualidade. A Itália fascista promovia aquilo que considerava comportamento sexual normal na juventude, ao mesmo tempo que denunciava aquilo a que considerava comportamentos sexuais desviantes. Condenava como comportamentos sexuais desviantes a pornografia, a maior parte das formas de controlo de natalidade e métodos contraceptivos (à exceção do preservativo), a homossexualidade e a prostituição. No entanto, a aplicação das leis que proibiam estes comportamentos era errática e em muitos casos as autoridades fechavam os olhos. A Itália fascista via a promoção da excitação sexual masculina antes a puberdade como a causa da criminalidade entre os jovens do sexo masculino, declarando a homossexualidade uma doença e criando uma campanha para diminuir a prostituição entre mulheres jovens.
Os nazis alegavam que a homossexualidade era degenerada, efeminada, pervertida e que subvertia a masculinidade por não permitir a reprodução. Alegavam que a homossexualidade podia ser curada através de terapia. Os homossexuais assumidos eram internados em campos de concentração nazis.

### Papel da mulher
Para Mussolini, o principal papel da mulher na sociedade era o da maternidade. De forma a aumentar a taxa de natalidade, o governo italiano oferecia incentivos financeiros às mulheres que criassem famílias numerosas e promulgou políticas destinadas a diminuir o número de mulheres em situação de emprego. O fascismo italiano consagrava o papel das mulheres como "reprodutoras da nação" e realizava cerimónias rituais para honorar esse papel na nação italiana. Em 1934, Mussolini declarou que o emprego das mulheres era um dos principais aspectos do problema do desemprego e que, para as mulheres, trabalhar era incompatível com a maternidade e chegou a afirmar que a solução para o desemprego dos homens era o êxodo da mulher da força de trabalho.
O governo da Alemanha Nazi incentivava firmemente a mulher a ficar em casa a cuidar dos filhos e governar a casa. O governo chegou a atribuir uma medalha às mães racialmente puras que tivessem quatro ou mais filhos. A taxa de desemprego diminuiu substancialmente, principalmente devido à produção de armas e ao facto das mulheres terem sido mandadas para casa de forma a que os homens pudessem ocupar o seu posto de trabalho. A propaganda Nazi por vezes promovia relações sexuais antes do casamento e extraconjugais, filhos fora do casamento e divórcio, embora em outras vezes se opusesse a tais comportamentos. Os nazis despenalizaram o aborto apenas para os casos em que os fetos possuíssem anomalias genéticas ou pertencessem a uma raça não aprovada pelo governo. Para os alemães arianos, o aborto era estritamente proibido. Para os não-arianos, o aborto era muitas vezes obrigatório.

## História

### Fin de sièclea fusão do maurrasismo com sorelianismo (1880–1914)
As raízes ideológicas do fascismo foram traçados em 1880, e em particular o tema do fin de siècle da época. O tema foi baseado na revolta contra o materialismo, o racionalismo, o positivismo, a sociedade burguesa e a democracia. a geração do fin-de-siècle apoiou o emocionalismo, o irracionalismo, o subjetivismo e o vitalismo. A mentalidade do fin-de-siècle viu a civilização como em crise e que exigia uma solução massiva e total; as escolas intelectuais do fin-de-siècle considerava o indivíduo como apenas uma parte da colectividade maior, o que não deveria ser visto como uma soma numérica atomizada de indivíduos eles condenaram o individualismo racionalista da sociedade liberal e a dissolução dos laços sociais na sociedade burguesa.
O ponto de vista do fin-de-siècle foi influenciado por vários desenvolvimentos intelectuais, como o darwinismo; a estética de Wagner; o racialismo de Arthur de Gobineau; a psicologia de Gustave Le Bon; e filosofias de Friedrich Nietzsche, Fiódor Dostoiévski e Henri Bergson. O darwinismo social, que ganhou ampla aceitação, não fazia distinção entre a vida física e social, visto a condição humana como sendo uma luta incessante para atingir a sobrevivência do mais apto. O darwinismo social desafiou alegação de escolha deliberada e racional do positivismo como o comportamento determinante dos seres humanos, o darwinismo social concentrou-se em hereditariedade, raça e meio ambiente e a ênfase na identidade do biogrupo e o papel das relações orgânicas dentro das sociedades promoveram legitimidade e apelo para o nacionalismo. Novas teorias da psicologia social e política também rejeitaram a noção de comportamento humano de ser governado por escolha racional, e, em vez alegou que a emoção era mais influente em questões políticas do que a razão. O argumento de Nietzsche de que "Deus Está Morto" coincidiu com o ataque à "mentalidade de rebanho" do cristianismo, a democracia e o coletivismo moderno, o seu conceito de übermensch (ver: Novo Homem) e sua defesa da vontade de poder como um instinto primordial, tiveram grandes influências sobre muitos da geração fin-de-siècle. A afirmação de Bergson da existência de um "élan vital" ou instinto vital centrava-se na livre escolha e rejeitou os processos do materialismo e do determinismo, isto desafiou o marxismo.
Gaetano Mosca em sua obra A classe dominante (1896) desenvolveu a teoria que afirma que em todas as sociedades uma "minoria organizada" vai dominar e governar sobre a "maioria desorganizada". Mosca afirma que existem apenas duas classes na sociedade "o governo" (a minoria organizada) e os "governados" (a maioria desorganizada). Ele afirma que a natureza organizada da minoria organizada a torna irresistível a qualquer indivíduo da maioria desorganizada.
O conceito de propaganda da escritura do anarquista Mikhail Bakunin , salientou a importância da ação direta como o principal meio das políticas, incluindo a violência revolucionária, isso se tornou popular entre os fascistas que admirava o conceito e o adotaram como parte do fascismo.
O francês nacionalista e reacionário monárquico Charles Maurras influenciou o fascismo. Maurras promoveu o que chamou de "nacionalismo integral", apelando para a unidade orgânica de uma nação, Maurras insistiu que um poderoso monarca era um líder ideal de uma nação. Maurras desconfiava do que ele considerava a mistificação democrática da vontade popular que criaria um sujeito coletivo impessoal. Ele alegou que um poderoso monarca era um soberano personificada que poderia exercer a autoridade para unir as pessoas de uma nação. O "nacionalismo integral" de Maurras foi idealizado pelos fascistas, mas modificado para uma forma revolucionária modernizada.
O revolucionário francês e sindicalista Georges Sorel promoveu a legitimidade da violência política em sua obra Reflexões sobre Violência (1908) e outras obras em que defendeu a ação sindicalista radical para alcançar uma revolução e derrubar o capitalismo e a burguesia através de greve geral. Em Reflexões sobre Violência, Sorel enfatizou a necessidade por uma  religião política revolucionária. Além disso, em sua obra As ilusões do progresso, Sorel denunciou a democracia como reacionária, dizendo que "nada é mais aristocrático do que a democracia". Em 1909, após o fracasso de uma greve geral sindicalista na França, Sorel e seus partidários deixaram a esquerda radical e foram para a direita radical, onde procuraram mesclar catolicismo militante e patriotismo francês, com seus pontos de vista - defendendo patriotas anti-republicanos cristão francês como ideais revolucionários. Inicialmente Sorel tinha sido oficialmente um revisionista do marxismo, mas em 1910 anunciou o seu abandono da literatura socialista e afirmou, em 1914, usando um aforismo de Benedetto Croce que "o socialismo está morto" por causa da "decomposição do marxismo". Maurras teve interesse em fundir seus ideais nacionalistas com o sindicalismo soreliano como um meio de enfrentar a democracia. Maurras afirmou "um socialismo liberado do elemento democrático e cosmopolita se encaixa no nacionalismo como uma bela luva se encaixa uma bela mão".
A fusão do nacionalismo maurassiano com o sindicalismo de Sorel influenciou o radical e nacionalista italiano Enrico Corradini. Corradini falou da necessidade de um movimento de sindicalismo nacional, liderado por aristocratas elitistas e anti-democratas que compartilhavam um compromisso sindicalista revolucionário para dirigir a ação e desejosos por lutar. Corradini falou da Itália como uma "nação proletária" que precisava perseguir o imperialismo, a fim de desafiar a "plutocracia" francesa e britânica. Pontos de vista de Corradini faziam parte de um conjunto mais amplo de percepções dentro da direita Associação Nacionalista  Italiano (ANI), que alegou que o atraso econômico da Itália foi causado pela corrupção da sua classe política, o liberalismo e a divisão causada por um "socialismo ignóbil", a ANI manteve laços e influências entre os  conservadores, os católicos e a comunidade empresarial. Sindicalistas nacionais italianos realizaram um conjunto de princípios comuns: a rejeição de valores burgueses , a democracia, o liberalismo, o marxismo, o internacionalismo e o pacifismo, bem como a promoção de heroísmo, vitalismo e violência. A ANI alegou que a democracia liberal não era mais compatível com o mundo moderno e defendeu um Estado forte e o imperialismo, afirmando que os seres humanos são naturalmente predatórios e que as nações estavam em uma luta constante, no qual apenas os mais fortes poderiam sobreviver.
O futurismo foi ao mesmo tempo um movimento artístico-cultural e, inicialmente, um movimento político na Itália, liderado por Filippo Tommaso Marinetti, fundador do Manifesto Futurista (1908), defendeu as causas do modernismo, a ação e a violência política como elementos necessários de política, enquanto denunciava o liberalismo e a política parlamentar. Marinetti rejeitou a democracia convencional com base na regra da maioria e igualitarismo, promovendo uma nova forma de democracia que descreveu em sua obra "A concepção futurista da democracia".
O futurismo influenciou o fascismo em sua ênfase em reconhecer a natureza viril da ação violenta e a guerra como sendo necessidades da civilização moderna. Marinetti promoveu a necessidade de treinamento físico aos jovens, dizendo que na educação masculina, a ginástica deve ter precedência sobre os livros, e defendia a segregação dos sexos sobre esta matéria, em que a sensibilidade feminina não deve entrar na educação de homens que Marinetti alegou devem ser "animados, belicosos, musculares e violentamente dinâmicos".

### Primeira Guerra Mundial e após (1914-1929)

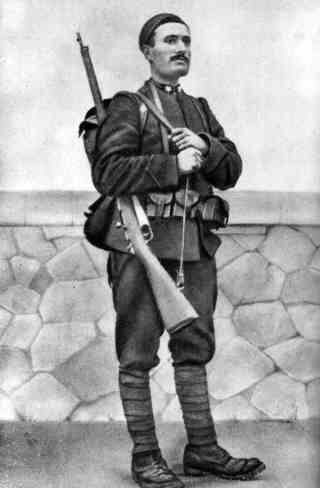
Benito Mussolini em 1917, como soldado na Primeira Guerra Mundial.

Com a eclosão da Primeira Guerra Mundial em agosto de 1914, a esquerda política italiana ficou gravemente dividida sobre sua posição a respeito da guerra. O Partido Socialista Italiano (PSI) se opôs à guerra por razões de internacionalismo, mas um número de sindicalistas revolucionários italianos apoiaram a intervenção contra a Alemanha e a Áustria-Hungria, alegando que os seus regimes reacionário precisavam ser derrotados para garantir o sucesso do socialismo. Corradini apresentou a mesma necessidade para a Itália como uma "nação proletária" de derrotar a Alemanha reacionária de uma perspectiva nacionalista. As origens do fascismo italiano resultou dessa divisão, primeiro com Angelo Oliviero Olivetti formando um pró-intervencionismo fasci chamado Fasci d'Azione Internazionalista em outubro de 1914. Benito Mussolini após ser expulso de sua posição como editor-chefe do jornal Avanti! do PSI por sua postura pró-Entente, aderiu à causa intervencionista em um fasci separado. O termo "fascismo" foi usado pela primeira vez em 1915 por membros do movimento de Mussolini, o Fasci d'Azione Rivoluzionaria.
Os fascistas viram a Primeira Guerra Mundial como uma forma para trazer mudanças revolucionárias na natureza da guerra, da sociedade, do Estado e da tecnologia, como o advento da guerra total e da mobilização em massa havia quebrado a distinção entre civis e combatentes, assim como civis tiveram um papel crítico na produção econômica para o esforço de guerra e, assim, surgiu uma "cidadania militar", no qual todos os cidadãos estavam envolvidos com os militares, de alguma maneira durante a guerra. A Primeira Guerra Mundial resultou na ascensão de um Estado forte, capaz de mobilizar milhões de pessoas para servir na linha de frente, ou proporcionar a produção econômica e de logística para apoiar aqueles na linha de frente, bem como tendo autoridade precedente para intervir na vida dos cidadãos . Os fascistas viram o desenvolvimentos tecnológico do armamento e a mobilização total do estado de sua população na guerra como simbolizando o início de uma nova era de fusão do poder do Estado com a massa política, a tecnologia e particularmente o mito da mobilização que sustentavam havia triunfado sobre o mito do progresso e da era do liberalismo.
Um grande evento que muito influenciou o desenvolvimento do fascismo foi a Revolução de Outubro de 1917, em que bolcheviques comunistas liderados por Vladimir Lenin tomaram o poder na Rússia. Em 1917, Mussolini como líder da Fasci d'Azione Rivoluzionaria elogiou a Revolução de Outubro, no entanto Mussolini tornou-se menos impressionado com Lenin, ao considerá-lo como apenas uma nova versão do czar Nicolau II. Depois da Primeira Guerra, os fascistas comumente fizeram campanhas com agendas anti-marxistas, no entanto, tanto o bolchevismo e o fascismo mantiveram semelhanças ideológicas: ambos defendiam uma ideologia revolucionária, ambos acreditavam na necessidade de uma elite de vanguarda, ambos têm desprezo pelos valores burgueses e ambos tinham ambições totalitárias. Na prática, o fascismo e o bolchevismo comumente enfatizaram a ação revolucionária, as teorias de nação proletária, os estados de partido único e partidos-exércitos. Com o antagonismo entre os marxistas anti-intervencionistas e fascistas pró-intervencionistas completos até o final da guerra, os dois lados se tornaram irreconciliáveis. Os fascistas se apresentavam como anti-marxistas e ao contrário dos marxistas.

Moradores de Fiume animam a chegada de Gabriele d’Annunzio e seus nacionalistas camisas negras. D'Annunzio e o fascista Alceste De Ambris desenvolveram a quasi-fascista Regência Italiana de Carnaro, uma cidade-Estado em Fiume.

O evento seguinte a influenciar os fascistas na Itália foi o ataque a Fiume (atual Rijeka) pelo nacionalista italiano Gabriele d’Annunzio e da fundação da Carta de Carnaro em 1920.
Com a década de 1920, a atividade grevista de militantes por parte dos trabalhadores industriais atingiu o seu auge na Itália, onde 1919 e 1920 ficaram conhecidos como os "Anos Vermelhos". Mussolini e os fascistas se aproveitaram da situação, aliando-se com empresas industriais e atacando os trabalhadores e camponeses em nome da preservação da ordem e da paz interna na Itália.
Os fascistas identificaram seus principais adversários como uma maioria de socialistas de esquerda que se opunham a intervenção na Primeira Guerra Mundial. Os fascistas e a direita política italiana tinham em comum: o desprezo pelo marxismo, a consciência de descontentamento das classes e ambos acreditavam em um governo de elites; fascistas ajudaram a campanha anti-socialista se aliando a outros partidos e à conservadora direita em um esforço mútuo para destruir o Partido Socialista Italiano e organizações sindicais comprometidas com a identidade de classe acima da identidade nacional.
Antes da acomodação do fascismo na direita política, o fascismo foi um pequeno movimento urbano italiano que tinha cerca de mil membros; depois de sua associação com a direita, o número de membros passou de 250 000 por volta de 1921.

### Aumento internacional do fascismo e a Segunda Guerra Mundial (1929-1945)
Os movimentos fascistas cresceram com força no resto da Europa. O fascista húngaro Gyula Gömbös subiu ao poder como primeiro-ministro da Hungria em 1932 e tentou consolidar seu Partido de Unidade Nacional em todo o país, ele criou a jornada de trabalho de oito horas/dia, uma semana de quarenta e oito horas de trabalho para a indústria e procurou consolidar uma economia corporativista e perseguiu reivindicações irredentistas nos vizinhos da Hungria. O movimento fascista Guarda de Ferro da Romênia cresceram em apoio político a partir de 1933, ganhando representatividade no governo romeno e um membro da Guarda de Ferro romena assassinou o primeiro-ministro Ion Duca. Em 6 de fevereiro de 1934, a França enfrentou a maior crise política interna desde o Caso Dreyfus, quando os fascistas do Mouvement Franciste e vários movimentos de extrema-direita se revoltaram em massa em Paris contra o governo francês, resultando em grande violência política. Uma variedade de governos para-fascistas que emprestavam elementos do fascismo foram formados durante a Grande Depressão, incluindo os da Grécia, Lituânia, Polônia e Iugoslávia.
Os movimentos fascistas chegaram ao poder de forma endógena (ou seja, sem imposição externa) em alguns países mas não em outros. Os diferentes níveis de desenvolvimento econômico e a consolidação de um regime político dentro de um sistema político são bons indicadores para isso: as democracias estáveis e economicamente desenvolvidas, com uma identidade nacional consolidada, não tiveram movimentos fascista em potencial e de sucesso. Em contraste, a Alemanha e a Itália tiveram fraquezas nessas áreas: as unificações nacionais eram muito recentes (1870), as economias industrializadas estavam atrasadas (em relação à Europa). A Itália era ainda um país relativamente atrasado. A Alemanha havia introduzido um desenvolvimento econômico e social marcadamente acelerado (cerca de 1914, às vésperas da Primeira Guerra Mundial) veio em condições particularmente duras através do Tratado de Versalhes, resultando em turbulência econômica séria durante todo o período entre guerras e um profundo ressentimento. No entanto, o triunfo do nazismo teve que esperar o pior da Grande Depressão depois da Terça-feira Negra de 1929.

### Pós-Segunda Guerra Mundial (1945 - presente)
Na sequência da Segunda Guerra Mundial, a vitória dos Aliados sobre as potências do Eixo levou ao colapso vários regimes fascistas na Europa. O Julgamento de Nuremberg condenou vários líderes nazistas por crimes contra a humanidade, envolvendo o Holocausto. No entanto, ainda permaneceram várias ideologias e governos que foram ideologicamente ligados ao fascismo.[carece de fontes?]
O Estado de um partido só do falangista Francisco Franco na Espanha ficou oficialmente neutro durante a Segunda Guerra Mundial e sobreviveu ao colapso das Potências do Eixo. A ascensão de Franco ao poder tinha sido assistida diretamente pelos militares da Itália fascista e da Alemanha nazista durante a Guerra Civil Espanhola, e tinha levado voluntários a lutar ao lado da Alemanha nazista contra a União Soviética durante a Segunda Guerra Mundial. Após a II Guerra Mundial e de um período de isolamento internacional, o regime de Franco normalizou as relações com as potências ocidentais durante a Guerra Fria, até a morte de Franco, em 1975, e a transformação da Espanha em uma democracia liberal.[carece de fontes?]
O historiador Robert Paxton observa que um dos principais problemas na definição do fascismo é que ele foi amplamente imitado. Paxton diz: "No apogeu do fascismo, na década de 1930, muitos regimes que não eram funcionalmente fascistas pediam emprestados elementos de decoração fascista para se emprestarem uma aura de força, vitalidade, e mobilização de massas". Paxton observa que  Oliveira Salazar "esmagou o fascismo português depois de ter copiado algumas das suas técnicas de mobilização popular". Segundo Paxton, enquanto  Franco submeteu o partido fascista espanhol ao seu controlo pessoal, Salazar aboliu completamente, em Julho de 1934, o mais próximo que Portugal tinha de um autêntico movimento fascista, os nacional-sindicalistas de  Rolão Preto ... Salazar preferiu controlar a sua população através de instituições tão "orgânicas" tradicionalmente poderosas em Portugal como a Igreja. O regime de Salazar não era apenas não-fascista, mas "voluntariamente não-totalitário", preferindo deixar aqueles dos seus cidadãos que se mantiveram fora da política "viver  habitualmente". Vários historiadores tendem a ver o Estado Novo como para-fascista por natureza, possuindo tendências fascistas mínimas. Outros historiadores, como  Fernando Rosas e Manuel Villaverde Cabral, pensam que o Estado Novo deve ser considerado fascista.
Em várias democracias europeias coincide com a presença de extrema direita ou personalidades com um passado nazista ou fascista  ganharam posições políticas Kurt Waldheim para a presidência da Áustria (1996) ou a entrada no governo de Jörg Haider, do Freiheitliche Partei Österreichs (Partido Liberal de Austria, FPÖ), em 1999. [carece de fontes?]
O Movimento Popular Nacional Hrisi Avgi ("Aurora Dourada" em grego) estando atualmente no parlamento grego. O "Aurora Dourada" opõe-se à imigração e conquistou 18 dos 300 assentos no parlamento em junho de 2012.[ligação inativa]  Nas eleições municipais de novembro de 2010, a Aurora Dourada obteve 5,3% dos votos em Atenas. Em alguns bairros o partido chegou a obter 20% dos votos.
Outra ideologia fortemente influenciado pelo fascismo é o baathismo. O baathismo é uma ideologia árabe revolucionária que busca a unificação de todas as terras afirmadas árabes em um único Estado árabe. Zaki al-Arsuzi, um dos principais fundadores, foi fortemente influenciado e também solidário ao fascismo e ao nazismo. Vários colaboradores mais próximos do ideólogo chave do baathismo, Michel Aflaq, admitiram que Aflaq tinha sido inspirado diretamente por certos teóricos fascistas e nazistas.
O Iraque Baathista sob Saddam Hussein objetivou a limpeza étnica ou a liquidação das minorias, guerras expansionistas contra o Irã e Kuwait, e gradualmente substituiu o pan-arabismo por um nacionalismo iraquiano que enfatizava a conexão do Iraque às glórias dos antigos impérios da Mesopotâmia, incluindo a Babilônia. Abertamente promoveu o sentimento anti-persa e anti-semita, como o endosso da obra de Khairallah Talfah O Partido Baath do Iraque Deus não deveria ter criado: os persas, os judeus e as moscas (1940), durante a Guerra Irã-Iraque, incluindo outros trabalhos alegando uma conspiração judaico-persa contra o Iraque que remontaria aos tempos antigos, quando Nabucodonosor II perseguiu os judeus na Babilônia, enquanto a Pérsia permitiu que os judeus da Babilônia tivessem refúgio em suas terras. O historiador do fascismo Stanley Payne disse sobre o regime de Saddam Hussein: "Provavelmente nunca haverá uma reprodução do Terceiro Reich, mas Saddam Hussein chegou mais perto do que qualquer outro ditador desde 1945".

## Fascismo no mundo

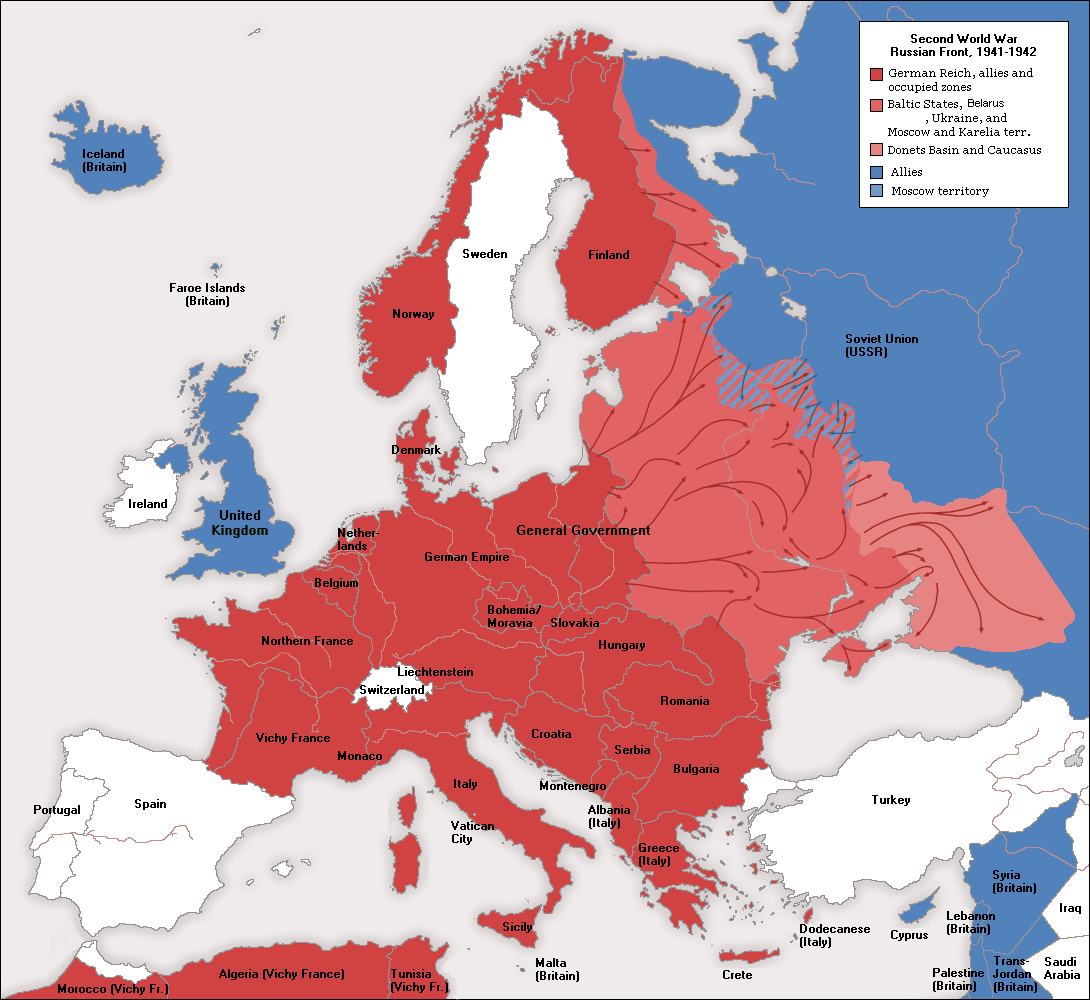
1941-1942, quando da maior expansão dos regimes nazifascistas na Europa. Em vermelho, integrantes do Eixo (Alemanha, Itália) e seus aliados, satélites ou ocupados. Os únicos que não possuíam regimes semelhantes ao fascismo eram a Finlândia e a Dinamarca. Em azul, os Aliados da Segunda Guerra Mundial. E, em branco, os países neutros que, na Península Ibérica, eram regimes fascistas.

Não existia uma completa homogeneidade entre os diferentes movimentos e regimes fascistas, que de fato insistiam em enfatizar peculiaridades nacionais, sua originalidade e suas raízes endógenas. Por outro lado, em algumas ocasiões facções nazistas e fascistas competiram violentamente dentro do mesmo país (como na Áustria, ver: Austrofascismo). Quanto às relações internacionais, as vicissitudes do equilíbrio europeu criaram um entendimento estratégico entre Hitler e Mussolini, mas poderia facilmente ter acontecido de outra forma, o que de fato tentou explicitamente a diplomacia britânica. Em outros casos, manteve-se uma neutralidade benevolente que não escondia as simpatias , ou o confronto aberto contra outro regime fascista (caso da Grécia).
A ideologia e os regimes fascistas ecoaram em quase todos os países europeus e latino-americanos (ver: Fascismo na América do Sul).
Segundo Eric J. Hobsbawm:
Esta era de catástrofes conheceu um claro retrocesso do liberalismo político, o que acelerou dramaticamente quando Adolf Hitler assumiu o cargo de chanceler da Alemanha em 1933. Considerando o mundo como um todo, em 1920, havia trinta e cinco ou mais governos constitucionais e eleitos (segundo como qualificar algumas repúblicas latino-americanas), em 1938, dezessete e em 1944, aproximadamente uma dúzia. A tendência mundial era clara.
...nem todas as forças que derrubaram os regimes liberais eram fascistas... o fascismo, pela primeira vez em sua forma original italiana e, em seguida, na versão nacional-socialista alemã, inspirou outras forças anti-liberais, as apoiou e deu para a direita internacional confiança histórica. Nos anos 1930, parecia ser a força do futuro.
De forma muito mais evidente, surgiram semelhanças entre a Fascio italiana e organizações caracterizadas pelo que pode ser chamado de liturgia ou parafernália fascista: movimentos de massa, organizados e disciplinados, a saudação romana com o braço levantado, símbolos e slogans, manifestações de rua agressivas, o uso de chicotes e uniformes paramilitares, incluindo camisas de uma cor: negra (Itália, SS na Alemanha, Inglaterra, Finlândia), parda (SA na Alemanha), azul (Espanha, Portugal, França, Irlanda, Canadá, China), verde (Romênia, Hungria, Brasil) dourada (México) ou prata (Silver Legion of America, Estados Unidos). No Império do Japão, a Kōdōha ("facção do caminho imperial"), ainda que nunca chegasse a formar um partido, interveio politicamente e tentou, sem sucesso, tomar o poder mediante golpes de Estado entre 1934 e 1936. Durante o conflito mundial (guerra do Pacífico) ocorreu o aumento da influência política do exército (ver: Fascismo japonês).

## Cristianismo e fascismo

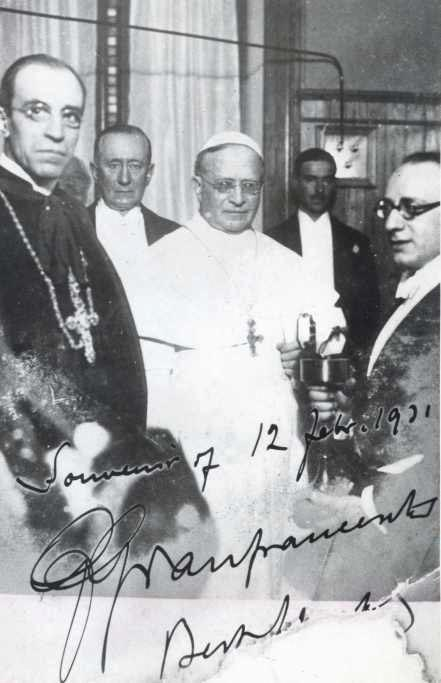
Papa Pio XI na inauguração da rádio Vaticano acompanhado do cardeal Pacelli, futuro papa Pio XII, em 1931

Em 11 de fevereiro de 1929, Pietro Gaspari, Cardeal Secretário do Estado do Papa Pio XI e Mussolini, assinaram o Tratado de Latrão que colocava um fim na Questão Romana, a disputa de seis anos entre o papado e o reino da Itália.
O Tratado de Latrão de 1929 foi uma tentativa de acabar com um conflito que existia desde 1870-1871 entre o Estado italiano e a Igreja Católica Romana. Entre 1870 e 1929, os papas eram "prisioneiros do Vaticano", e eram opositores do "liberal" Estado italiano. A maioria dos políticos italianos eram abertamente anticlericais e procurou limitar o controle católico na educação e no casamento.
Desde que Mussolini sabia ele não deveria atacar a Igreja Católica ou os seus apoiantes camponeses, ele posou como o "protetor" dos católicos italianos. Ele abriu negociações com o papado, em 1926, para curar a ferida entre a Igreja e o "poder usurpador", como oficiais da Igreja que se referiam ao Estado italiano. As negociações não foram fáceis, mas Mussolini logo mostrou que tinha vantagem quando proibiu a organização da juventude católica Exploratori cattolici. A hierarquia da Igreja foi dividida entre "católicos sociais" que se oponham ao fascismo, e os conservadores e pragmáticos que aceitaram o governo de Mussolini como desejável. A maioria dos católicos italianos não eram antifascistas, pois o nacionalismo os empurrou contra o fascismo e muitos viram a questão como dos males o menor, Mussolini era preferível à anarquia ou ao marxismo.
Achille Ratti, Cardeal Arcebispo de Milão, tornou-se o Papa Pio XI em 1922. Ele havia testemunhado a luta dos comunistas e  dos anarco-sindicalistas na área industrial milanesa. Ele também testemunhou a ascensão do fascismo, já que Milão foi um dos principais centros de atividade fascista. Os fascistas milaneses serviram como fura-greves, espancavam adversários políticos e envolviam-se em brigas de rua com os comunistas. Mesmo assim, Pio XI, aparentemente, estava convencido de que o fascismo era uma força menos destrutiva do que o comunismo e que Mussolini seria um líder responsável. Depois de se tornar Papa, ele ativamente promoveu uma frente política unida contra a Esquerda, repreendendo o Partito Popolari que queria se aliar-se com socialistas e outros contra a rápida ascensão do partido fascista. Um pequeno número de líderes católicos - por exemplo, aqueles em torno da revisão jesuíta La Civilità Cattolica - clamou que o fascismo tinha efetivamente sintetizado os valores do Popolari, tornado-o redundante.
Recentemente a relação da igreja católica com o fascismo italiano  voltou a ser discutido após uma reportagem investigativa do jornal britânico The Guardian. A reportagem revela que por trás de uma estrutura de paraíso fiscal disfarçada de empresa, o portfólio internacional da Igreja foi construído ao longo dos anos, usando o dinheiro originalmente entregue por Mussolini em troca do reconhecimento papal do regime fascista italiano em 1929, o jornal cita como fonte das pesquisas, arquivos públicos antigos e históricos de empresas, que indicariam que o início dos investimentos da Igreja aconteceu depois de milhões recebidos do regime fascista em troca da independência do Estado do Vaticano - e do reconhecimento do governo do ditador. Após anos, o capital se multiplicou e teria chegado a € 680 milhões, cerca de US$ 904 milhões. o Vaticano declarou que a reportagem como "um conjunto de notícias imprecisas ou infundadas, reunidas de forma tendenciosa e pouco rigorosa".

## Conceito atual

### Neofascismo
O fascismo em sua forma mais tradicional reapareceu nas décadas de 80 e 90 do século XX sob os nomes de fascismo e movimento neonazista, que em suas forma mais marginais reproduz uma estética "retrô" e atitudes similares a violência juvenil. Como movimento político de presença institucional, surgiu na Itália  após a Segunda Guerra Mundial, sob a forma do partido político Movimento Sociale Italiano-Destra Nazionale (Movimento Social Italiano-Direita Nacional), que eventualmente buscaria uma forma mais acessível para o regime político democrático, sob o nome de Alleanza Nazionale e foi redefinido como pós-fascista, atingindo o governo italiano (Gianfranco Fini, sob a presidência de Silvio Berlusconi, 1994).
Desde o final do século XX, aumentaram as chances eleitorais dos partidos que baseiam sua propostas políticas em distintas ofertas de dureza contra a imigração e a favor de uma manutenção da personalidade nacional.
Além da Itália, em várias democracias europeias coincide com a presença de extrema direita ou personalidades com um passado nazista ou fascista têm chegado a causar inclusive problemas internacionais: como o caso do escândalo da chegada de Kurt Waldheim para a presidência da Áustria (1996) ou a entrada no governo de Jörg Haider, do Freiheitliche Partei Österreichs (Partido Liberal de Austria, FPÖ), em 1999, neste mesmo país. Na Holanda, um caso semelhante ocorreu com Lijst Pim Fortuyn (Lista Pim Fortuyn, LPF) em 2002. Na França, a inesperada possibilidade de que Jean-Marie Le Pen (Front National, Frente Nacional) pudesse chegar a presidência da República, reuniu votos de todo o espectro político de esquerda e de direita contra ele nas Eleições presidenciais da França de 2002.

### "Fascismo de esquerda"
"Fascismo de esquerda" foi uma expressão empregada originalmente durante o regime de Mussolini para descrever um grupo de intelectuais da esquerda italiana que se aproximaram do fascismo, por vezes chegando a se filiar ao partido único italiano. Um proeminente nome dessa corrente foi o escritor Elio Vittorini. Fora da Itália, movimentos parecidos foram vistos no círculo intelectual de Georges Bataille, acusado por André Breton de "sur-fascisme". Bataille explicaria a fascinação paradoxal pelo fascismo entre jovens pensadores de esquerda atribuindo-a à sua força mobilizadora e à sua violência aparentemente contra-hegemônica. Rapidamente confrontados com o caráter reacionário do regime mussoliniano, esses intelectuais viriam a se afastar dessa tendência.
A expressão foi posteriormente utilizada de maneira controversa por Seymour Martin Lipset, sociólogo norte-americano, para se referir ao peronismo.Influenciado por um intercâmbio intelectual com Gino Germani, Lipset entendia que havia traços de fascismo em Perón, mas que esse teria trocado os princípios de "ordem, disciplina e hierarquia", do fascismo italiano, por valores como "justiça social" e "direitos dos trabalhadores". A perspectiva de Lipset seria criticada pelo próprio Germani, que viria a classificar o peronismo como movimento nacional-popular.
Vale citar, por fim, os usos da expressão feitos por Jürgen Habermas, um filósofo e sociólogo ligado à Escola de Frankfurt. Ele usou o termo para descrever movimentos terroristas de extrema esquerda dos anos sessenta, e também para criticar os métodos violentos de protesto empregados pelo grupo conhecido como Sozialistischer Deutscher Studentenbund (Liga de Estudantes Socialistas Germânicos), uma vez que, de acordo com o autor, tais movimentos utilizariam-se de táticas supostamente fascistas para lutar por seus ideais. Habermas, cujo trabalho enfatiza a importância do discurso racional, das instituições democráticas e da oposição à violência, deu importantes contribuições à teoria dos conflitos e era frequentemente associado à esquerda radical, por isso usou tal denominação de forma a distanciar a Escola de Frankfurt daqueles grupos em relação aos quais se opunha frontalmente.

### Fundamentalismos religiosos
O aparecimento do fundamentalismo islâmico no cenário internacional depois da Revolução Iraniana (1979), sua extensão a outras repúblicas islâmicas e o terrorismo internacional, revelaram a possibilidade de um totalitarismo religioso que emprega técnicas violentas comparável ao fascismo, sendo assim, tais movimentos têm sido qualificados pejorativamente pelo termo "Islamofascismo", embora tais movimentos ideológicos são muito distantes uns dos outros. Também é comum notar as semelhanças ao fascismo de movimentos chamado de fundamentalismo cristão, que em alguns casos têm vindo a chamar "cristofascismo".

### Fascistacomo insulto

Símbolo do Antifascismo.

Após a derrota das Potências do Eixo na Segunda Guerra Mundial, o termo "fascista" tem sido usado como pejorativo, muitas vezes referindo-se a grande variação de movimentos em todo o espectro político. George Orwell escreveu em 1944 que "a palavra 'fascismo' é quase inteiramente sem sentido... quase qualquer inglês aceitaria 'valentão' como sinônimo de 'fascista'". Richard Griffiths argumentou em 2005 que o "fascismo" é a "a palavra mais usada e mais mal usada dos nossos tempos". "Fascista" é às vezes aplicado a organizações do pós-guerra e formas de pensar que os acadêmicos mais comumente definem como "neofascista".
Ao contrário do uso comum do termo pelo mainstream acadêmico e popular, os estados comunistas têm sido por vezes referido como "fascistas", tipicamente como um insulto. A interpretação marxista do termo, por exemplo, foram aplicadas em relação a Cuba sob Fidel Castro e ao Vietnã sob Ho Chi Minh. Herbert Matthews, do New York Times perguntou: "Será que devemos agora colocar a Rússia stalinista na mesma categoria da Alemanha hitlerista? Devemos dizer que ela é fascista?". J. Edgar Hoover escreveu extensivamente "fascismo vermelho". Os marxistas chineses usaram o termo para denunciar a União Soviética durante a ruptura sino-soviética e, também, os soviéticos usaram o termo para identificar os marxistas chineses.